# O.A.K.A. Olympic Indoor Hall
O.A.K.A. Olympic Indoor Hall (nome completo Nikos Galīs Olympic Indoor Hall ) è un complesso sportivo multifunzionale situato ad Amarousio, cittadina situata nella periferia nord-est di Atene, in Grecia. La struttura è stata inaugurata nel 1995, ed è stata rinnovata tra il 2002 e il 2004 per ospitare le Olimpiadi di Atene 2004.

## Olimpiadi
Durante le Olimpiadi 2004, l'impianto ha disputato le competizioni di ginnastica artistica e di trampolino elastico, oltre che il torneo di pallacanestro maschile e femminile.

## Pallacanestro
L'Arena accoglie le partite del Panathinaikos Atene, oltre che le partite casalinghe del Maroussi Atene, e dell'AEK Atene, nelle competizioni europee. Vengono inoltre disputate le partite della Grecia (maschile e femminile).
Nella stagione 2006-2007 ha ospitato le final four dell'Eurolega.

## Musica
Tra il 18 e il 20 maggio 2006 ha ospitato il 51° Eurovision Song Contest.
Tra gli artisti di fama internazionale si sono esibiti, tra gli altri, Jennifer Lopez, Björk, Beyoncé,  50 Cent, Roger Waters, Aloha from Hell, Tokio Hotel, Helena Paparizou, Sakis Rouvas, Anna Vissi.

## Galleria d'immagini

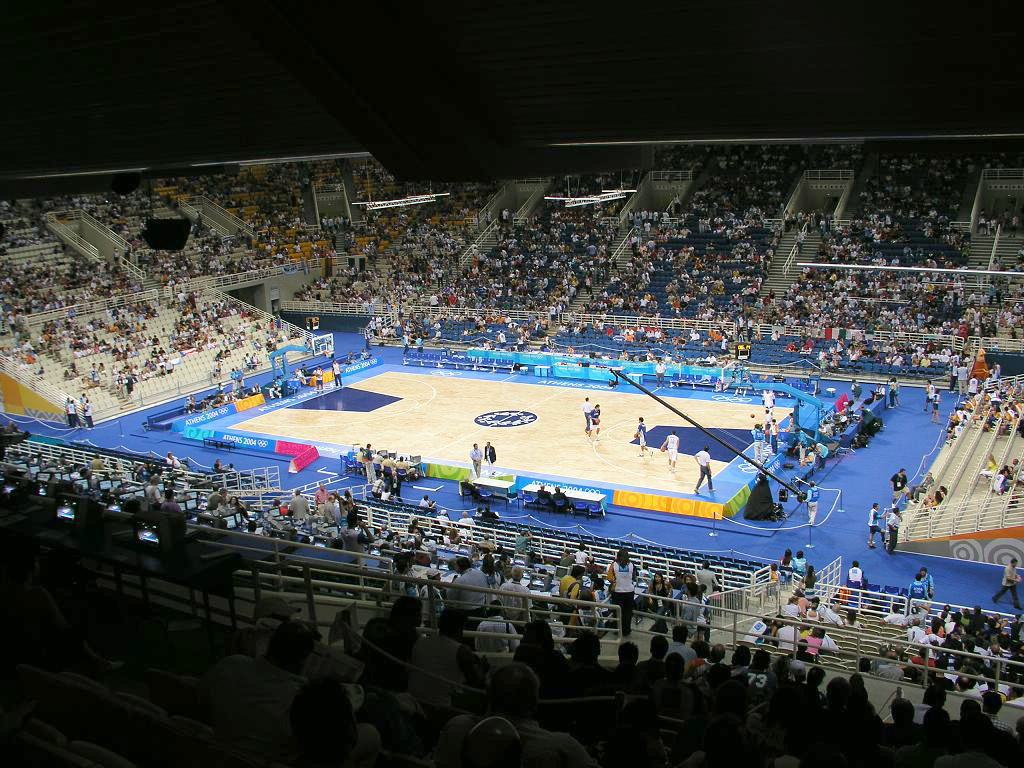
L'Arena nel 2004
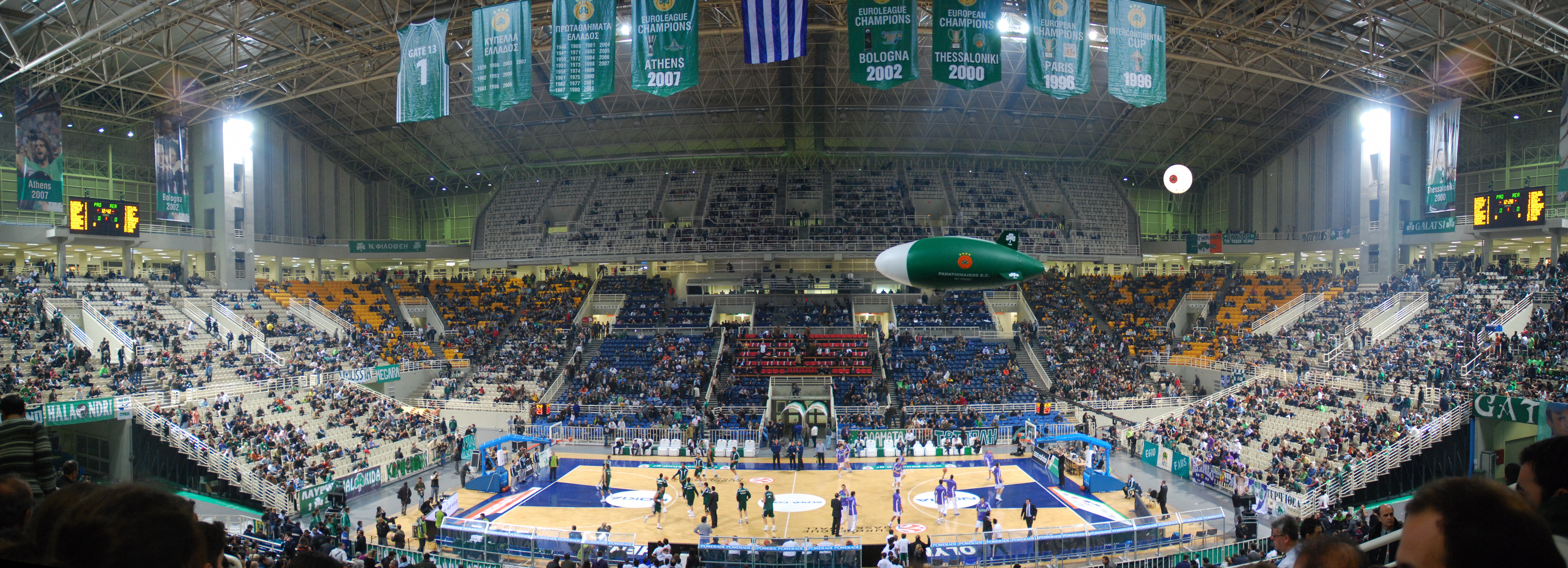
Panoramica interna
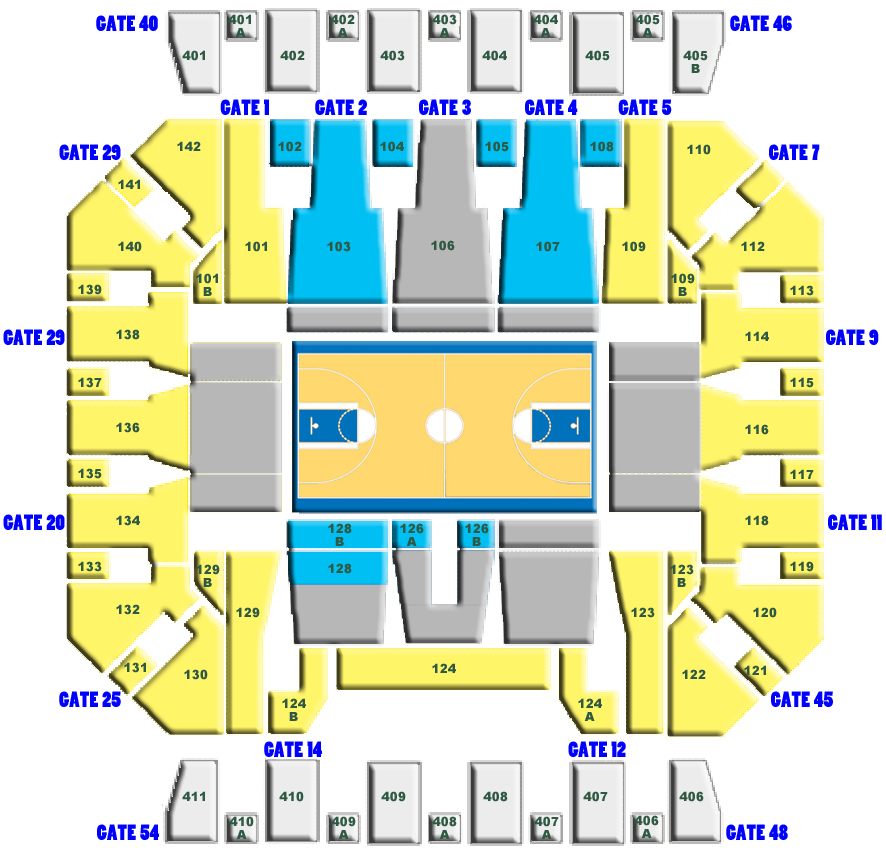
Planimetria dei posti a sedere